# Curado (Recife)
Curado é um bairro da cidade brasileira do Recife, estado de Pernambuco.
Localiza-se na RPA5 e faz limites com os bairros Várzea, Cidade Universitária, Engenho do Meio, Torrões, San Martin, Jardim São Paulo, Tejipió, Totó e com o município de Jaboatão dos Guararapes.
O Curado é um bairro predominantemente industrial, com grandes galpões e sedes de médias e grandes empresas. No Curado também está situado o Jardim Botânico do Recife e bases militares. Há ainda a CEASA e o Hospital Pelópidas Silveira.
No bairro também há residências populares.

## Mata do Curado
Com área de 102 hectares, fica no Curado a reserva ecológica denominada Mata do Curado, refúgio de vida silvestre, regulado pela Lei 14.324, de 2011.

## Demografia
Embora seja um dos maiores bairros em área territorial do Recife, também é um menos povoados. Já que quase a totalidade de sua área está localizada em zonas industriais e de preservação ambiental.
- Área: 825,3 ha.
- População: 13.481 habitantes
- Densidade demográfica: 16,33 hab./ha.